# Estadi Balear
|  | Aquest article tracta sobre l'estadi de futbol. Vegeu-ne altres significats a «Estadi Balear (barri)». |

L'Estadi Balear és un camp de futbol de la ciutat de Mallorca. És el terreny de joc on disputa els partits oficials del Club Esportiu Atlètic Balears d'ençà que fou reinaugurat el setembre de 2019. Fou inaugurat el 1960 però el 2013 fou clausurat per motius de seguretat atesos els problemes estructurals.

## Descripció
El camp està situat al costat de la sortida n. 1 de la Via de cintura que circumval·la la ciutat, a l'illeta compresa entre la mateixa Via de cintura i els carrers Sant Ignasi, Marie de Behen i Jules Leclercq, just devora les barriades de la Soledat i de Son Gotleu, pertanyents al Districte de Llevant.
Fins al moment de la darrera reforma el 2017, el terreny de joc mesurava 102 x 67 metres i era de gespa artificial, per bé que havia estat de gespa natural fins que fou substituïda el 2006. Tenia capacitat per a 18.000 espectadors: 3.000 seients a la tribuna coberta, 3.000 a la tribuna de sol i 12.000 localitats de dret als gol. Després de la reforma, aquestes xifres canviaran substancialment. El dia de la reinauguració solament existia la tribuna coberta i tenia una capacitat de 2.741 persones, si bé està previst que al llarg de tota la temporada s'alcin la resta de graderies fins a assolir els 6.000 espectadors, si fa no fa.

## Història

### Projecte (1958-59)
L'Estadi fou projectat per substituir l'antic camp de futbol de Son Canals, el qual havia estat el terreny de joc habitual del Balears FC a partir de 1923 i de l'Atlètic Balears d'ençà del seu naixement el 1942. Els successos esportius del club varen fer que la capacitat del camp resultàs insuficient. A més, cap als anys cinquanta sorgiren problemes amb els propietaris dels terrenys del camp que en posaven en perill la continuïtat. Tot plegat va fer s'imposàs la idea de construir un camp nou en propietat.
A final de 1958 l'Assemblea General va aprovar el projecte del nou estadi, dissenyat per l'arquitecte Josep Barceló Moner, amb capacitat per a 23.000 espectadors. A principi de 1959 es compraren els terrenys i es varen emetre títols de 5.000 i 10.000 pessetes per a sufragar-ne la compra i la construcció. La primera pedra la posaren el 19 de juliol i poc després començaven les obres, que acabarien en els terminis prevists.
Per a la construcció es va constituir una comunitat de propietaris (Procampo), que continua en funcionament. Per la remodelació del camp, el cost de la qual l'empresa no podia assumir, hom el va cedir al club per cinquanta anys a canvi que els copropietaris puguin accedir de franc a l'estadi tots aquests anys.

### Inauguració (1960)
L'Estadi fou inaugurat el 8 de maig de 1960 amb un partit internacional disputat contra l'equip anglès del Birmingham City FC, que aleshores era un dels equips més potents de la Lliga anglesa de futbol i que es proclamaria subcampió de la Copa de Fires (de la qual és hereva l'actual Copa de la UEFA) els anys 1960 i 1961. L'alineació de l'Atlètic Balears per al partit va ser la següent: Bermell, Crespí (Daga), Beltran, Eraña, Cantallops, Villar, Fita, Ricardo, Morro, Peña i Macario.
L'Atlètic va guanyar per 2-0 amb gols de Fita (min. 13) i Ricardo (min. 49). El jugadors del Birmingham City FC, pel fet que perdien contra un equip d'inferior categoria, començaren a jugar amb violència sobre el terreny de joc. Així, es va produir un fet que l'afició blanc-i-blava ha recordat amb tristor durant dècades: el jugador britànic Murphy va dura terme una entrada terrorífica sobre el capità de l'Atlètic Balears, Crespí, fet que li va provocar una lesió greu que li impedí de tornar a jugar a futbol.
El partit va concloure amb victòria, però l'estadi encara no estava acabat. El cobriment de la tribuna es va enllestir qualque setmana després, i no fou fins a l'abril de 1961 que s'instal·laren les torres d'enllumenat.

### Degradació
Durant els anys posteriors l'estadi va patir moltes d'adversitats. Salvant els primers anys, en què el club assolí un ascens a la Segona Divisió (1961), posteriorment, i especialment a partir dels anys 70, la trajectòria esportiva del club no va ser la mateixa que impulsà amb entusiasme la construcció del camp, i sovint presentava un aspecte poc engrescador. La gespa del camp la replantaren diverses vegades, però sempre amb mal resultat. A més, les relacions entre el club i la Procampo passaren per friccions i alts i baixos constants al llarg dels anys, la qual cosa va implicar que l'Estadi acabàs amb un aspecte envellit i força deixat.

### Primera remodelació (2006)
Després de superar la crisi que el club va patir el 2005, l'estadi es va reformar. L'estiu de l'any 2006, amb finançament de l'Ajuntament de Palma i del Govern, es dugueren a terme unes obres per reparar les deficiències estructurals que presentava la instal·lació esportiva i, a més, s'instal·là gespa artificial..
Més endavant, l'any 2008 el club va col·locar uns 3.000 seients blaus a la tribuna principal, provinents de la piscina coberta de Son Moix que havia quedat destrossada pel cap de fibló de 2007. La capacitat de l'estadi va passar de 23.000 a 18.000 mil localitats, però es va guanyar en comoditat.
El 2010 se'n varen celebrar les noces d'or.

### Clausura (2013)
Les reformes dutes a terme el 2006 no es varen fer amb la profunditat necessària, i l'estructura general de l'estadi no va millorar. El 14 de juny de 2013 l'Ajuntament de Palma el va clausurar, atès que havia caigut un tros de paret de la tribuna dies abans. Posteriorment es va dur a terme una revisió de l'estat de l'instal·lació, l'informe tècnic del qual aconsellava que no es reobrís pel perill que hi havia que s'esbucàs. De llavors ençà l'estadi ha romàs tancat i es troba en un procés de degradació accelerat i irreversible. El grau d'abandonament fou tal que la instal·lació va sofrir diversos actes vandàlics i de saqueig, després dels quals desaparegueren trofeus i objectes de gran valor patrimonial.
A principi del 2015 la nova junta de la Procampo planificava la construcció d'un camp nou per mitjà de permutar els terrenys de l'estadi, la qual cosa comportava que la desaparició de l'Estadi Balear fos imminent. No obstant això, a la fi no es va dur a terme i l'Estadi va sobreviure.

### Segona remodelació (2017-2019)

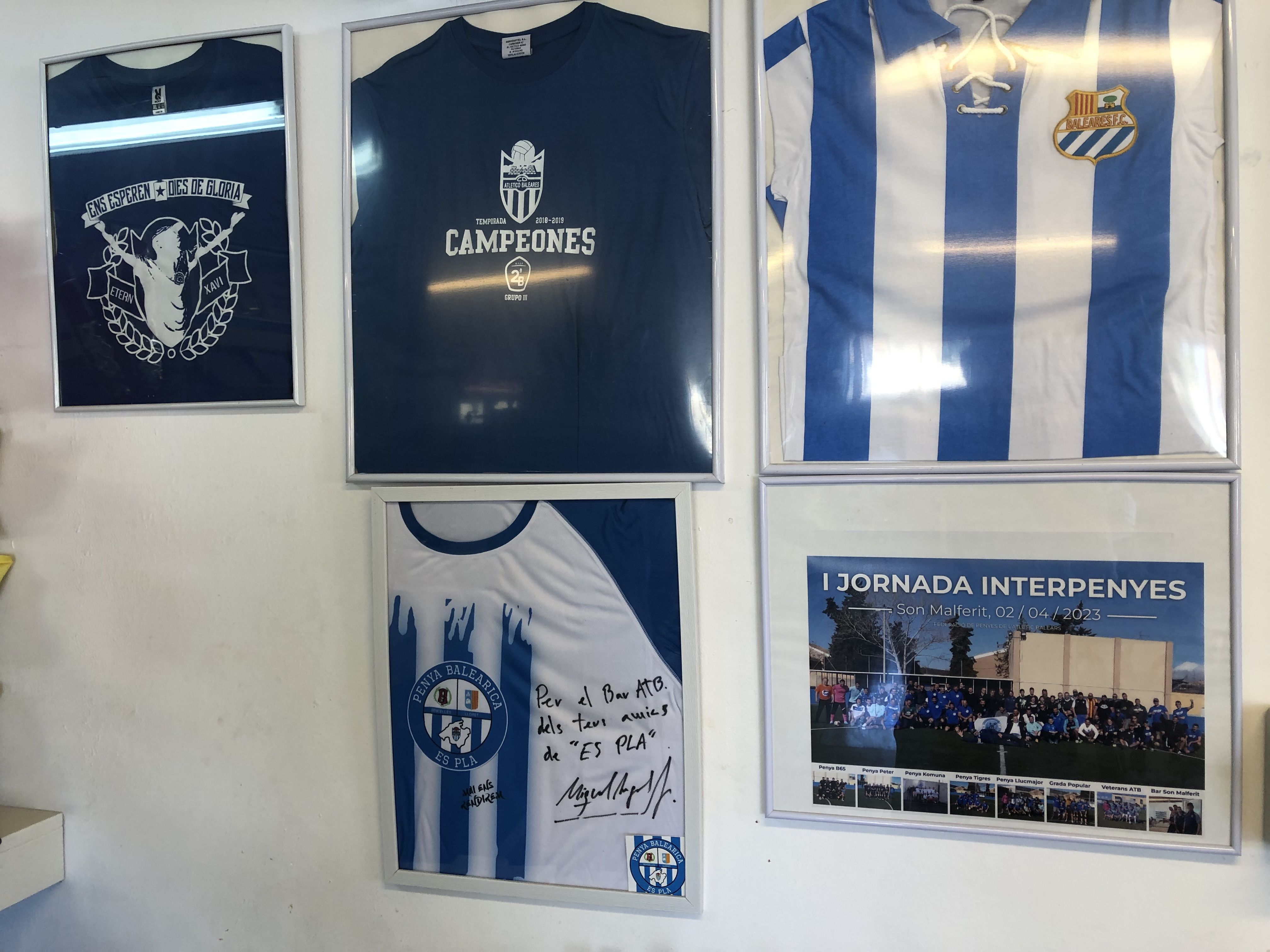
Decoracions i samarretes del CE Atlètic Balears al bar de l'Estadi Balear.

Dia 7 de setembre de 2017, l'Atlètic Balears i l'Ajuntament de Palma varen arribar a un acord per a remodelar l'estadi. El club es faria càrrec de la reforma integral, mentre el consistori municipal assumiria els cost de la gespa natural i de la il·luminació del camp. A més, per un acord amb els accionistes de la Procampo el camp passà a ser propietat del club i, a canvi, els copropietaris obtengueren permís per entrar a l'estadi de franc els pròxims cinquanta anys, moment en què acaba la cessió.
A final del mateix any varen començar oficialment les obres, les quals s'allargaren tot el 2018 fins al setembre de 2019. La primera fase de la reforma consistí a enderrocar les grades dels gols i la grada est, reformar la grada oest i instal·lar gespa natural i quatre torres noves d'il·luminació, aquests dos darrers finançats per l'Ajuntament. Així, al final del 2017 ja s'havia enderrocat la grada est i un gol. Les grades de la tribuna es col·locaren a començament de 2019, les torres d'il·luminació el juny de 2019 i la gespa natural el juliol de 2019. L'estadi fou reinaugurat dia primer de setembre de 2019 en la segona jornada de lliga de la temporada 2019/20 de la Segona Divisió B contra el filial de la UD Las Palmas, contesa que acabà amb victòria local per 1-0 amb gol d'Arturo Rodríguez. Aquest dia la capacitat de l'estadi fou de 2741 espectadors, però les obres encara no han acabat; es preveu que, acabada la segona fase, l'estadi tengui una capacitat entre 5.000 i 7.000 espectadors.